# Sveti Klement
La Isla Sveti Klement (en croata: Otok Sveti Klement que quiere decir Isla San Clemente) es una isla deshabitada en la parte croata del mar Adriático. Su superficie es de 5,28 km² y es la mayor de las islas Paklinski, un grupo de pequeñas islas situadas en el centro de Dalmacia, al sur de Hvar. Su costa es de 29,89 kilómetros de largo.
La parte costera de la isla es árida y rocosa, mientras que partes del interior están cubiertas de arbustos maquis. Hay tres asentamientos temporales en la isla llamados Palmizana, Momića Polje y Vlaka. También hay un puerto operado por el club ACI en Palmizana, abierta de marzo a octubre.